# Voorne-Putten
Voorne-Putten es una isla neerlandesa del delta del Rin-Mosa-Escalda (en el mar del Norte), en la provincia de Holanda Meridional, limitada por las aguas del lago Brielse Meer y de los ramales Oude Maas, Spui y Haringvliet. Voorne-Putten consiste en dos antiguas islas, Voorne (la más grande, en la parte occidental) y Putten (la más pequeña, en la parte oriental). Solían estar separados por el río Bernisse hasta que ambas se fusionaron en una. En 2008, tenía 160.000 habitantes. Recientemente, el lecho del río ha sido dragado, y las dos islas han sido reformadas.